# Civray (Vienne)
Civray ist eine westfranzösische Kleinstadt und Gemeinde mit 2.543 Einwohnern (Stand 1. Januar 2022) im Département Vienne in der Region Nouvelle-Aquitaine.

## Lage
Civray liegt am Fluss Charente in einer Höhe von etwa 114 m ü. d. M. Bis nach Poitiers sind es etwa 60 km (Fahrtstrecke) in nördlicher Richtung; bis zum nordöstlich gelegenen Städtchen Montmorillon sind es ebenfalls etwa 60 km. Der sehenswerte Ort Melle (Deux-Sèvres) befindet sich etwa 40 km nordwestlich.

## Bevölkerungsentwicklung
| Jahr      | 1800 | 1851 | 1901 | 1954  | 1999 | 2018 |
| Einwohner | 1343 | 2260 | 2492 | 2.900 | 2638 | 2618 |

Bei der ersten Volkszählung in Frankreich im Jahre 1793 hatte Civray 1459 Einwohner; danach stieg die Bevölkerungszahl weitgehend kontinuierlich bis auf den heutigen Stand an.

## Geschichte
Ursprung der ehemaligen Ansiedlung und heutigen Kleinstadt war wohl eine Furt, später dann auch eine Brücke über die Charente. Seit etwa 1030 galt Civray als einer der bestbefestigten Plätze im Poitou. Nach dem Frieden von Brétigny (1360) musste der französische König Johann II. große Teile Aquitaniens an seinen englischen Bezwinger Edward III. abtreten. Der Friede währte jedoch nicht lange und so konnte der französische Heerführer Bertrand du Guesclin ab 1369 viele Gebiete – darunter auch Civray – wieder zurückerobern. Danach hört man nicht mehr viel von Civray. In der Zeit der Französischen Revolution galt der Ort als Hochburg der neuen Ideale.

## Sehenswürdigkeiten

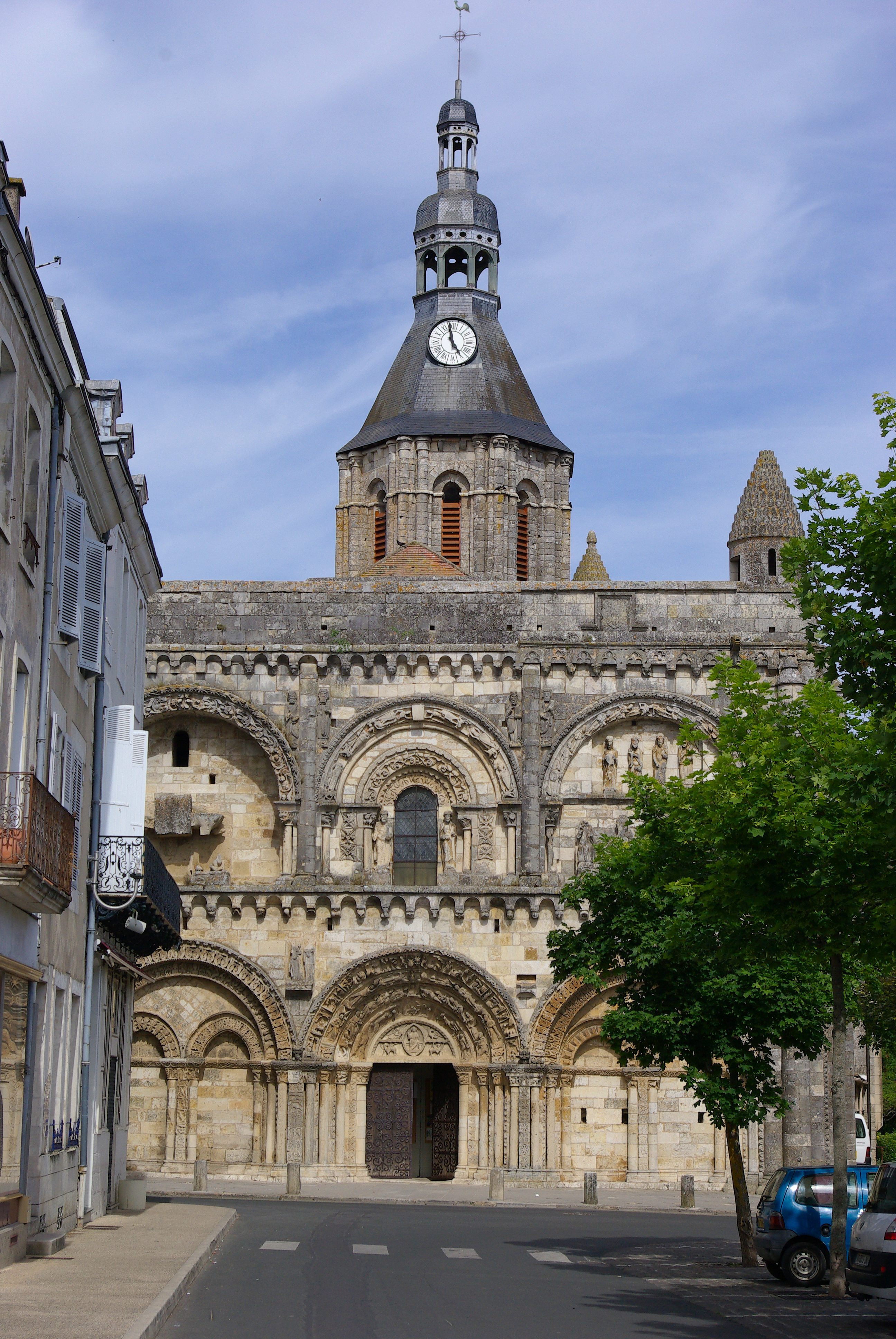
Prioratskirche St-Nicolas

### Sonstige
- Es gibt ein kleines archäologisches Museum (Musée Archéologique), in welchem hauptsächlich lokale Kleinfunde aus der Vorgeschichte, der Antike und dem Mittelalter zu sehen sind.
- Ein Gebäude aus dem 15. Jahrhundert (Hôtel Louis XIII. oder Hôtel de la Prévôté) hat ein spätgotisches Portal, einen runden Treppenturm und ein schönes Renaissancefenster. Es wurde im Jahr 1927 in die Liste der Monuments historiques[1] aufgenommen.
- Ein weiteres Gebäude im Stadtzentrum hat noch einen spätmittelalterlichen Rundturm aus dem 15. Jahrhundert; der Turm ist seit 1935 als Monument historique[2] eingetragen.
- Von der alten Markthalle (halle), einer Gusseisenkonstruktion des 19. Jahrhunderts, existieren nur noch Fotos.
- Einige wenige Häuser haben noch Renaissanceportale des 16./17. Jahrhunderts.

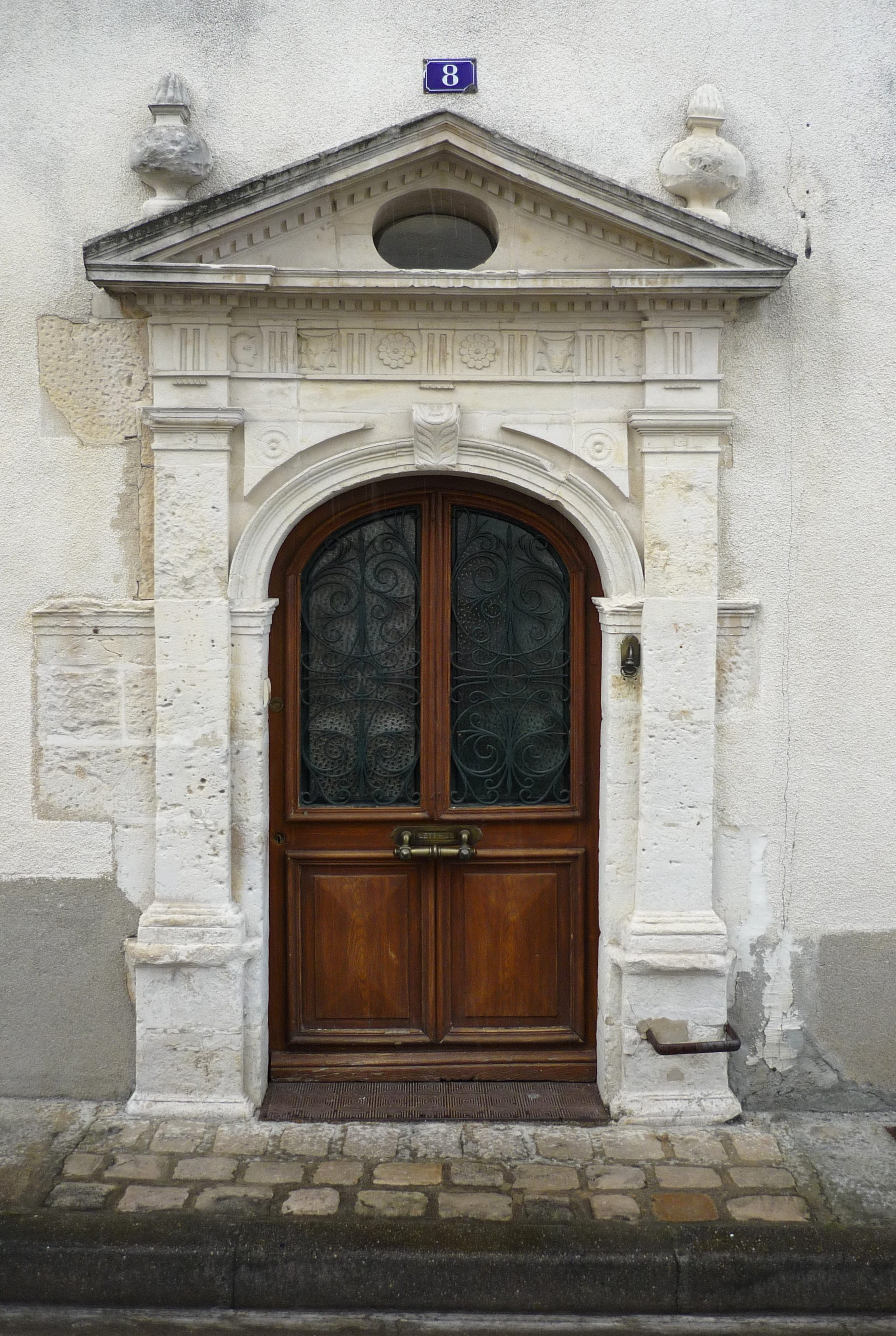
Renaissanceportal Rue Louis XIII N° 8
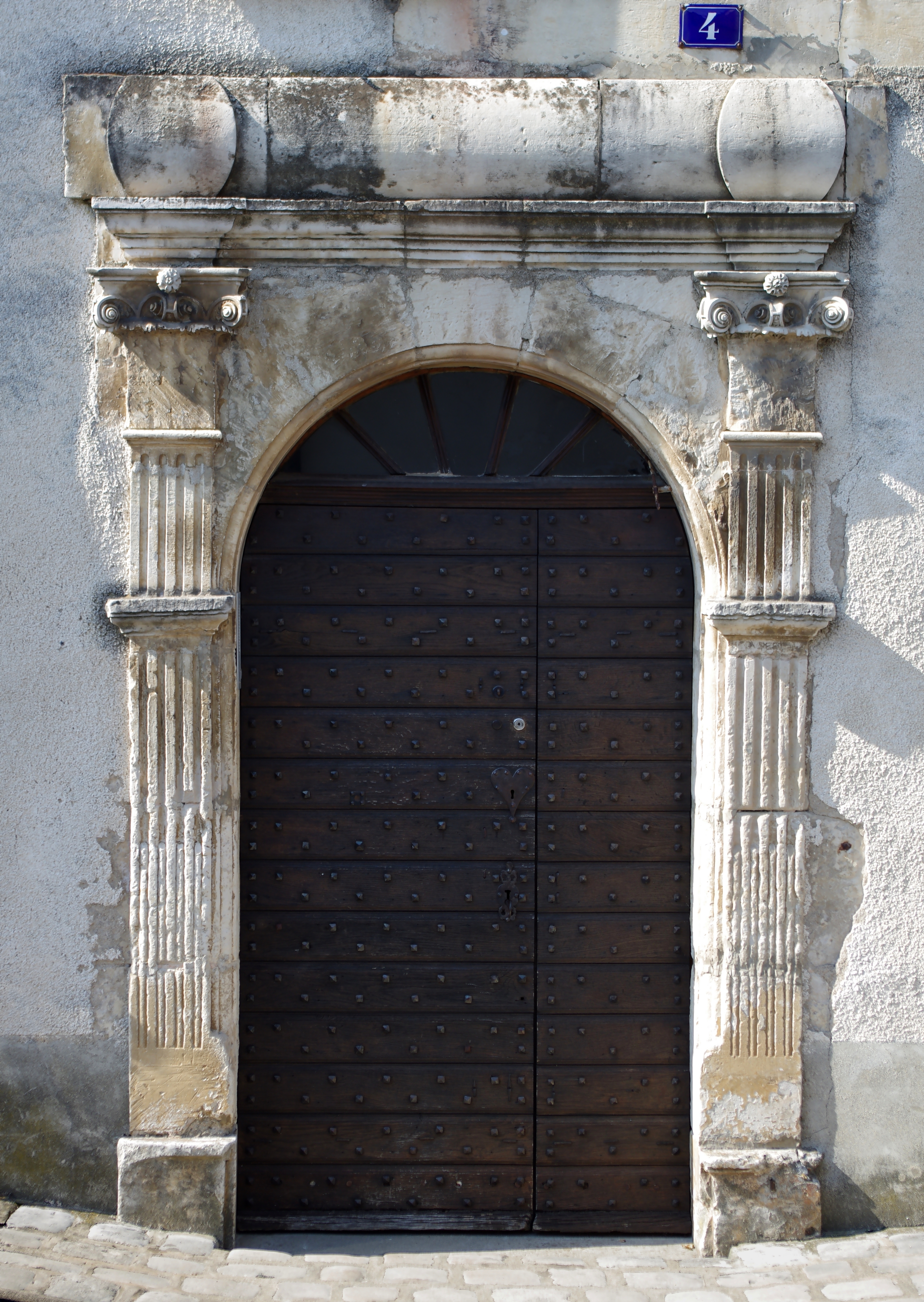
Renaissanceportal Rue Louis XIII N° 4

### Umgebung
- In der Umgebung des Ortes steht der megalithzeitliche Dolmen de la Pierre Pèse mit einem – beinahe freitragenden – Deckstein.

## Städtepartnerschaften
Partnerschaften bestehen mit dem englischen Downham Market in Norfolk und mit Illingen im Saarland.